# Greg Abate
Greg Abate (Fall River, Massachusetts, 1947. május 31. –) amerikai dzsessz-szaxofonos, klarinétos, fuvolás, zeneszerző, hangszerelő.

## Pályafutása
Középiskola után a Berklee College of Musicra járt Bostonban. Miután több évet dolgozott Kaliforniában, 1972-ben visszatért a Berklee-re befejezni tanulmányait. Utána  Los Angelesben altszaxofonosnak szerződött Ray Charles zenekarába.
Később megalakította a „Channel One” szextettet. Egyetlen albumuk (Without Boundaries) 1980-ban jelent meg.
Rhode Islanden élve a Duke Bellair's Jazz Orchestra tagja lett. 1986-ban Artie Shaw együttesében játszott.
A Rhode Island College-on zenét tanított.
2016-ban bekerült a Rhode Island Music Hall of Fame-be.

## Lemezek
- Bop City: Live at Birdland (1991)
- Straight Ahead (1993)
- Dr Jeckyll & Mr Hyde (1995)
- It's Christmas Time (1995)
- Bop Lives! (1996)
- Happy Samba (1998)
- Evolution (2002)
- Horace Is Here (2005)
- Monsters in the Night (2006)
- Horace Is Here: A Tribute to Horace Silver (2011)
- The Greg Abate Quintet Featuring Phil Woods (2012)
- Motif (2014)
- Kindred Spirits: Live at Chan's (2016)
- Road to Forever (Whaling City Sound, 2016)
- Gratitude (2019)